# 王连街道
王连街道，是中华人民共和国山東省威海市荣成市下辖的一个乡镇级行政单位。行政上属于石岛管理区。

## 行政区划
王连街道下辖以下地区：
南苑社区、隋家庄村、南桥头村、沟曲家村、北桥头村、乔子头村、阴亮村、寨前峨石村、寨前于家村、寨前方家村、寨前王家村、寨前赛家村、店子村、东慕家村、东岛刘家村、赵家山村、西慕家村、刘家庄村、汤家庄村、常家庄村、大汛姜家村、王家庄村、连家庄村、客岭村、河西乔家村、马岭洪家村、马岭孙家村、上夼村、松顶后村、南也子口村、马岭许家村、马岭滑家村和马岭董家村。